# Cido arena
 (août 2024).
La Cido arena est une salle omnisports située à Panevėžys en Lituanie.

## Événements
- Championnat d'Europe de basket-ball masculin 2011
- Championnats d'Europe de cyclisme sur piste élites 2012